# 阿尔文兰迪亚
阿尔文兰迪亚是巴西圣保罗州的一个市镇。总面积85.04平方公里，总人口3056人，人口密度35.9人/平方公里。